# Rob Klinkhammer
Robert "Rob" Klinkhammer, född 12 augusti 1986, är en kanadensisk professionell ishockeyspelare som spelar för Ak Bars Kazan i KHL. Han har tidigare spelat på NHL-nivå för Edmonton Oilers, Pittsburgh Penguins, Arizona Coyotes, Ottawa Senators och Chicago Blackhawks och på lägre nivåer för Norfolk Admirals, Rockford IceHogs, Binghamton Senators och Portland Pirates i AHL och Lethbridge Hurricanes, Seattle Thunderbirds, Portland Winterhawks och Brandon Wheat Kings i WHL.
Klinkhammer blev aldrig draftad av något lag.
Den 2 januari 2015 blev han bortbytt från Penguins till Edmonton Oilers i utbyte mot David Perron.

## Statistik
| 2000–2001  | Lethbridge Golden Hawks Bantam AAA | AMBHL      | 1   | 0  | 0   | 0   | 0   | —  | — | — | —  | —  |
| 2001–2002  | Lethbridge Golden Hawks Bantam AAA | AMBHL      | 34  | 8  | 17  | 25  | 114 | 5  | 0 | 1 | 1  | 8  |
|            | Lethbridge Y's Men Titans          | AMHL       | 1   | 0  | 0   | 0   | 0   | —  | — | — | —  | —  |
| 2002–2003  | Lethbridge Y's Men Titans          | AMHL       | 36  | 5  | 8   | 13  | 84  | —  | — | — | —  | —  |
| 2003–2004  | Lethbridge Y's Men Titans          | AMHL       | 29  | 20 | 22  | 42  | 114 | —  | — | — | —  | —  |
|            | Lethbridge Hurricanes              | WHL        | 25  | 2  | 3   | 5   | 12  | —  | — | — | —  | —  |
| 2004–2005  | Lethbridge Hurricanes              | WHL        | 72  | 14 | 12  | 26  | 81  | 5  | 0 | 1 | 1  | 4  |
| 2005–2006  | Lethbridge Hurricanes              | WHL        | 35  | 5  | 7   | 12  | 15  | —  | — | — | —  | —  |
|            | Seattle Thunderbirds               | WHL        | 32  | 3  | 5   | 8   | 37  | 7  | 0 | 1 | 1  | 6  |
| 2006–2007  | Seattle Thunderbirds               | WHL        | 1   | 0  | 0   | 0   | 9   | —  | — | — | —  | —  |
|            | Portland Winterhawks               | WHL        | 37  | 23 | 19  | 42  | 70  | —  | — | — | —  | —  |
|            | Brandon Wheat Kings                | WHL        | 28  | 10 | 21  | 31  | 29  | 11 | 4 | 4 | 8  | 22 |
| 2007–2008  | Norfolk Admirals                   | AHL        | 66  | 12 | 12  | 24  | 41  | —  | — | — | —  | —  |
| 2008–2009  | Rockford IceHogs                   | AHL        | 76  | 15 | 18  | 33  | 32  | 4  | 0 | 1 | 1  | 0  |
| 2009–2010  | Norfolk Admirals                   | AHL        | 72  | 10 | 14  | 24  | 38  | 4  | 1 | 1 | 2  | 7  |
| 2010–2011  | Chicago Blackhawks                 | NHL        | 1   | 0  | 0   | 0   | 0   | —  | — | — | —  | —  |
|            | Rockford IceHogs                   | AHL        | 76  | 17 | 29  | 46  | 63  | —  | — | — | —  | —  |
| 2011–2012  | Ottawa Senators                    | NHL        | 15  | 0  | 2   | 2   | 2   | —  | — | — | —  | —  |
|            | Rockford IceHogs                   | AHL        | 18  | 2  | 4   | 6   | 6   | —  | — | — | —  | —  |
|            | Binghamton Senators                | AHL        | 35  | 12 | 23  | 35  | 30  | —  | — | — | —  | —  |
| 2012–2013  | Arizona Coyotes                    | NHL        | 22  | 5  | 6   | 11  | 10  | —  | — | — | —  | —  |
|            | Portland Pirates                   | AHL        | 53  | 14 | 30  | 44  | 36  | —  | — | — | —  | —  |
| 2013–2014  | Arizona Coyotes                    | NHL        | 72  | 11 | 9   | 20  | 19  | —  | — | — | —  | —  |
| 2014–2015  | Arizona Coyotes                    | NHL        | 19  | 3  | 0   | 3   | 4   | —  | — | — | —  | —  |
|            | Pittsburgh Penguins                | NHL        | 10  | 1  | 2   | 3   | 0   | —  | — | — | —  | —  |
| NHL totalt | NHL totalt                         | NHL totalt | 139 | 20 | 19  | 39  | 35  | —  | — | — | —  | —  |
| AHL totalt | AHL totalt                         | AHL totalt | 396 | 82 | 130 | 212 | 246 | 8  | 1 | 2 | 3  | 7  |
| WHL totalt | WHL totalt                         | WHL totalt | 230 | 57 | 67  | 124 | 253 | 23 | 4 | 6 | 10 | 32 |